# Cyphotrechodes
Cyphotrechodes is een geslacht van kevers uit de familie van de loopkevers (Carabidae). De wetenschappelijke naam van het geslacht is voor het eerst geldig gepubliceerd in 1926 door Jeannel.

## Soorten
Het geslacht Cyphotrechodes is monotypisch en omvat slechts de volgende soort:
- Cyphotrechodes gibbipennis (Blackburn, 1901)